# Ministère de la Guerre (Prusse)
Pour les articles homonymes, voir Ministère de la Guerre.

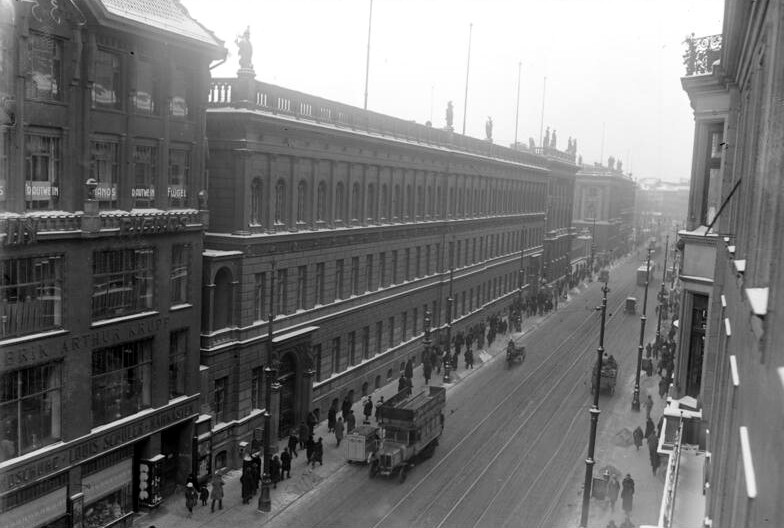
Le bâtiment de l'ancien ministère de la Guerre, Leipziger Straße (1923).

Le ministère de la Guerre de Prusse (en allemand : Preußisches Kriegsministerium) était l'autorité suprême de l'Armée prussienne basée à Berlin. Noyau central de l'administration de l'Armée, le ministère existe de 1808 jusqu'à la défaite de l'Allemagne dans la Première Guerre mondiale et la fin des armées impériales lors de la révolution allemande de 1918-1919, après qu'il est remplacé par le ministère de la Reichswehr.
Jusqu'en 1919, le siège du ministère se situe au no 5 de la Leipziger Straße à Berlin, à côté de la Chambre des seigneurs de Prusse.

## Histoire
Le ministère est constitué sous le règne du roi Frédéric-Guillaume III le 25 décembre 1808. Après la défaite totale que les forces de l'Armée prussienne essuyèrent aux batailles d'Iéna et d'Auerstaedt livrées en 1806, et les traités de Tilsit signés en juillet 1807, le quartier-maître général Gerhard von Scharnhorst a été nommé le chef de l'un des deux départements du ministère (Kriegsdepartement). Sur pression des Français, le roi ne souhaitait pas le désigner ministre. 
Dans le cadre des Réformes prussiennes, Scharnhorst et les autres membres de la division, dont August von Gneisenau, Karl von Grolman, Hermann von Boyen et Carl von Clausewitz, il réforme l'Armée de fond en comble. Les réformistes ont transformé les mercenaires en armée de métier et en milice ; ainsi, ils jettent progressivement les bases en vue du déploiement de la Landwehr en 1813. À la demande des autorités françaises, Scharnhorst fut contraint de démissionner « pour la forme » du cabinet de la Guerre en juin 1810, mais n’en demeura pas moins chef d’État-major. Sous l'égide de son successeur Hermann von Boyen, le service personnel obligatoire fut introduit au royaume de Prusse. 
Pendant la révolution de Mars, le 21 septembre 1848, l'ancien gouverneur de Berlin Ernst von Pfuel est nommé ministre-président et ministre de la guerre de Prusse. Toutefois, son décret militaire de septembre 1848, dans lequel il déclare qu'un officier prussien ne peut d'aucune manière manifester son opposition à la constitution, lui vaut une forte rancune parmi ces derniers. Le roi Frédéric-Guillaume IV lui renvoie la responsabilité des décisions de l'assemblée nationale en octobre, dans lesquelles elle met fin à la noblesse, aux ordres et à la mention de « par la grâce de Dieu » dans le titre royal. Il lui reproche de ne pas avoir réussi à résister à ces décisions, en conséquence Pfuel doit présenter sa démission le 1er novembre.
La nomination d'Albrecht von Roon comme ministre au sein du cabinet d'Otto von Bismarck en décembre 1859, à l'instigation du prince-régent Guillaume, a été déterminante pour les victoires de la Prusse dans la guerre des Duchés, la guerre austro-prussienne et la guerre franco-prussienne, et finalement pour l'unification allemande en 1871.
Karl von Einem, ministre de 1903 à 1909, est l'instigateur du développement de l'artillerie de campagne et de l'utilisation de la mitrailleuse au sein de l'armée allemande. Au cours de son mandat, en 1907, il fait condamner à un an et demi de prison Karl Liebknecht pour la parution de son livre Militarisme et anti-militarisme sur l'accusation de complot en vue de commettre une trahison. À la veille de la Première Guerre mondiale, le ministre Josias von Heeringen s'oppose à l'augmentation du nombre de troupes comme prévu par le chef de l'état-major Helmuth Johannes Ludwig von Moltke et le colonel Erich Ludendorff. Sous son successeur Erich von Falkenhayn, nommé en 1913, l'Armée prussienne entra en guerre.
Hermann von Stein, ministre du 29 octobre 1916 au 9 octobre 1918, termine la guerre recevant en réalité ses ordres de Ludendorff ; son successeur Heinrich Schëuch devient administrateur d'une cause perdue. Le 3 janvier 1919, Walther Reinhardt est nommé le dernier ministre de la Guerre de Prusse ; son mandat a expiré le 13 septembre.

## Ministres de la Guerre de Prusse

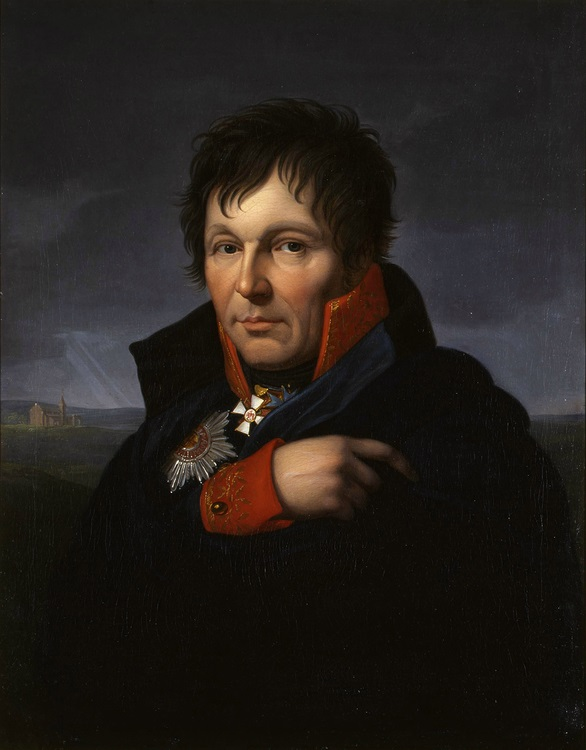
Portrait du général von Scharnhorst, vers 1813.

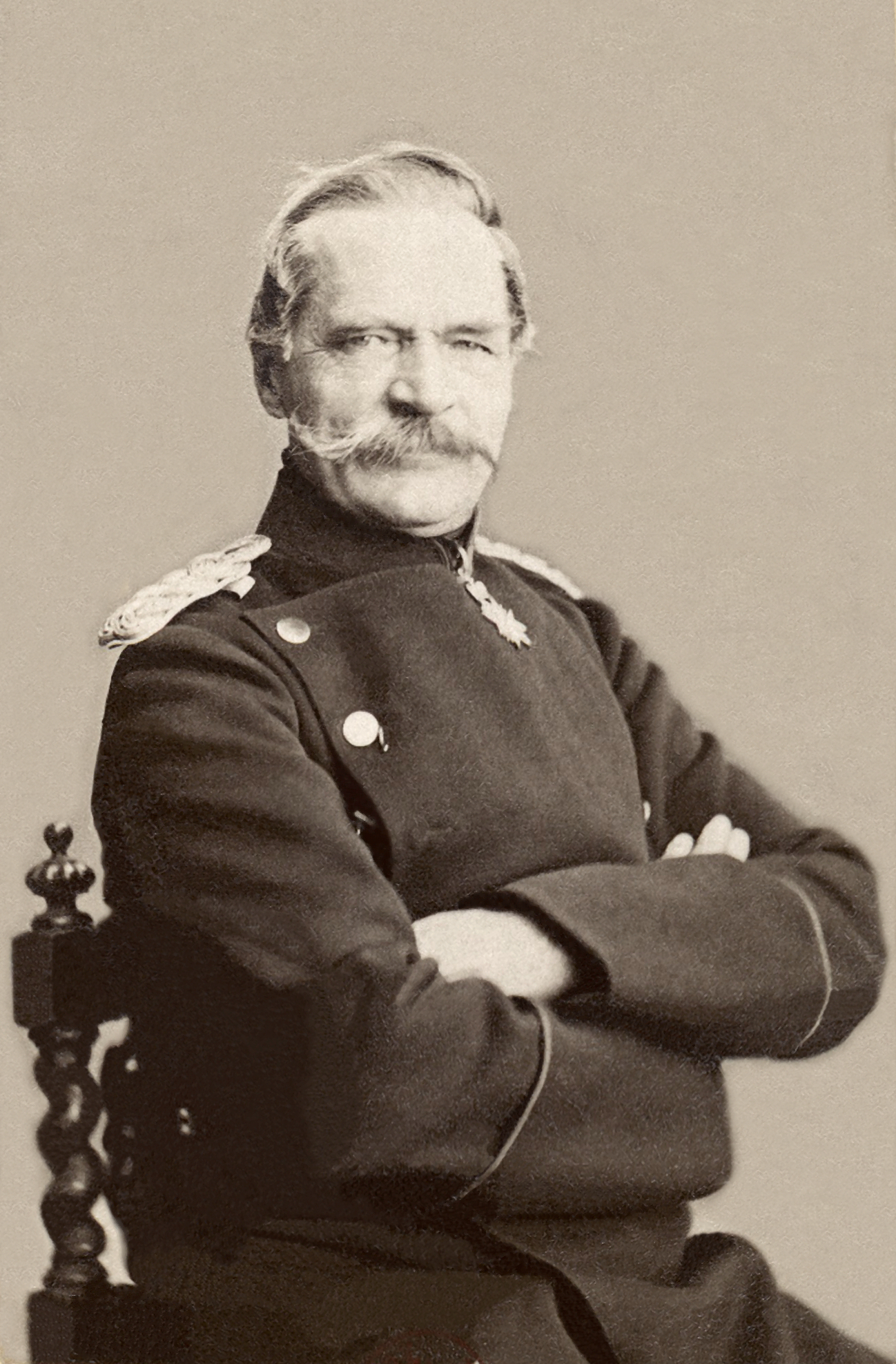
Albrecht von Roon, vers 1870.

- 1er mars 1808 - 17 juin 1810 : Gerhard von Scharnhorst
- 17 juin 1810 - juillet 1813 : Karl Georg Albrecht Ernst von Hake
- août 1813 - 26 décembre 1819 : Hermann von Boyen
- 26 décembre 1819 - 20 octobre 1833 : Karl Georg Albrecht Ernst von Hake
- 20 octobre 1833 - 1837 : Job von Witzleben
- 20 juillet 1837 - 28 février 1841 : Gustav von Rauch
- 28 février 1841 - 6 octobre 1847 : Hermann von Boyen
- 6 octobre 1847 - 2 avril 1848 : Ferdinand von Rohr
- 2 avril 1848 - 26 avril 1848 : Karl von Reyher
- 26 avril 1848 - 16 juin 1848 : August von Kanitz
- 16 juin 1848 - 7 septembre 1848 : Ludwig Roth von Schreckenstein
- 7 septembre 1848 - 2 novembre 1848 : Ernst von Pfuel
- 2 novembre 1848 - 27 février 1850 : Karl Adolf von Strotha
- 27 février 1850 - 31 décembre 1851 : August von Stockhausen
- 31 décembre 1851 - 1854 : Eduard von Bonin
- 1854 - 6 novembre 1858 : Friedrich von Waldersee
- 6 novembre 1858 - 28 novembre 1859 : Eduard von Bonin
- 5 décembre 1859 - 9 novembre 1873 : Albrecht von Roon
- 9 novembre 1873 - 3 mars 1883 : Georg von Kameke
- 3 mars 1883 - 8 avril 1889 : Paul Bronsart von Schellendorff
- 8 avril 1889 - 4 octobre 1890 : Julius von Verdy du Vernois
- 4 octobre 1890 - 19 octobre 1893 : Hans von Kaltenborn-Stachau
- 19 octobre 1893 - 14 août 1896 : Walther Bronsart von Schellendorff
- 14 août 1896 - 15 août 1903 : Heinrich von Goßler
- 15 août 1903 - 11 août 1909 : Karl von Einem
- 11 août 1909 - 7 juin 1913 : Josias von Heeringen
- 7 juin 1913 - 21 janvier 1915 : Erich von Falkenhayn
- 21 janvier 1915 - 29 octobre 1916 : Adolf Wild von Hohenborn
- 29 octobre 1916 - 9 octobre 1918 : Hermann von Stein
- 9 octobre 1918 - 2 janvier 1919 : Heinrich Scheüch
- 2 janvier 1919 - 13 septembre 1919 : Walther Reinhardt